# Tikal (настільна гра)
Tikal — настільна гра в німецькому стилі, розроблена Вольфґанґом Крамером та Міхаелем Кізлінґом і вперше видана в 1999 році компанією Ravensburger німецькою мовою, а англійською — компанією Rio Grande Games. Події гри відбуваються в джунглях Центральної Америки, де гравці прагнуть відкрити артефакти, проводити розкопки та контролювати храми для отримання переможних балів.

## Ігровий процес
Гра відбувається покроково, а переможець визначається за кількістю переможних балів, які можна отримати, знаходячи артефакти, проводячи розкопки та контролюючи храмові об'єкти. Тематика гри полягає в тому, що дослідники відкривають артефакти та храми в джунглях Центральної Америки.

## Відгуки
Tikal отримала позитивні відгуки та здобула численні нагороди, включаючи Spiel des Jahres, Deutscher Spiele Preis у 1999 році, та нагороду Найкращої багатокористувацької стратегії від журналу Games Magazine у 2000 році. Це була перша гра з трилогії «Маска», продовжена іграми Java та Mexica.
Воррен Спектор коментує: «Коли вас зачепила Tikal, ви можете перейти до інших ігор трилогії „Маска“ від Крамера та Кізлінґа. Ігри Мексика та Ява мають подібні механіки, але пропонують різні місця дії, історії та деякі нові ігрові елементи. Обов'язково спробуйте їх, але якщо ви, як і більшість людей, знову повернетесь до Тікаля, коли новизна інших ігор мине. Як це часто буває, перша гра залишається найкращою».
У рецензії в лютневому випуску журналу InQuest Gamer за 2000 рік Том Слізевскі зазначив, що гра легка у вивченні та цікава, і що «кожен компонент гри є справжнім витвором мистецтва». Він також зазначив, що це в першу чергу тактична гра, яка потребує «постійного ментального підрахунку для успішної гри», але ігрові механіки є досить простими.